# A4 Holding
La société A4 Holding S.p.A., ex Serenissima Holding S.p.A., est une société holding italienne, basée à Vérone, titulaire de deux concessions d'autoroutes dans la région Vénétie :
- Autostrada A4 "Serenissima", tronçon entre Brescia et Padoue,
- Autostrada A31 "Valdastico" Rovigo - Vicenza - Piovene Rocchette et son prolongement jusqu'à Trente.

Elle détient également des participations dans le groupe Autostrada Brennero, l'exploitant de l'autoroute A22 "del Brennero" de Modène (l'autoroute A1 "du Soleil") au col du Brenner (4,233 %) et dans le groupe Autostrade Lombarde, la société qui gère l'autoroute A35 BreBeMi directe de Milan à Brescia (4,90 %).
(NDR : Serenissima Holding SpA était le coffre fort avec lequel la famille Chiarotto contrôlait les sociétés Mantovani Costruzioni SpA, FIP Industriale et FIP Chemicals)

## Histoire
La société Autostrada Brescia Verona Vicenza Padova est née au plus fort du boom économique italien, le 9 juin 1952 à Vérone, de la synergie entre les organismes publics et économiques de 7 provinces du nord de l'Italie : Milan, Bergame, Brescia, Vérone, Vicence, Padoue et Venise qui avaient pour objectif de relier les deux tronçons d'autoroutes Milan-Brescia et Padoue-Venise, pour créer une connexion autoroutière directe entre les principales capitales industrialisées de Lombardie et de Vénétie et de terminer l'itinéraire complet de la fameuse "Serenissima", l'important axe Ouest-Est que devait être l'autoroute A4 entre Turin et Trieste.
En 1955, le projet de l'autoroute est présenté à l'ANAS qui le valide en 1956 et accorde à la société la concession pour la construction et l'exploitation de l' autoroute Brescia-Vérone-Vicence-Padoue, longue de 146 km. Les premiers travaux de construction de l'autoroute commencent en juillet 1960 et est mise en service sur la totalité de sa longueur en février 1962. Les premiers tronçons ouverts à la circulation :
- mars 1961 - Brescia-Vérone,
- juin 1961 - Vicence-Padoue,
- novembre 1961 - Vérone-Soave et Montecchio-Vicence,
- février 1962 - Soave-Montecchio.

La fréquentation de l'autoroute croit de manière exponentielle : 5 millions de passages en 1963, la première année complète, 20 millions en 1972, 36 millions en 1982, en 10 ans seulement, 60 millions en 1992, 95 millions en 2002 et 120 millions en 2022.
En 1986, la société "Autostrada Brescia Verona Vicenza Padova" décroche la concession pour la construction et l'exploitation de l'autoroute A31 Trente-Valdastico-Vicenza-Riviera Berica-Rovigo.
En 1999, à la suite de la modification introduite par l'article 19 de la Loi N° 136 du 30 avril 1999 et l'adaptation des statuts de la société, l'objet social a été élargi. La Société a diversifié son activité principale et exercé la fonction de société holding opérationnelle en constituant un groupe avec la constitution de filiales dans l'immobilier, la construction, les télécommunications et les services client.
En 2007, un accord est signé avec l'ANAS, qui repousse la fin de la concession jusqu'en 2026, en contrepartie de la construction du prolongement de l'autoroute A31 "Valdastico" dans sa partie nord entre Piovene Rocchette et Trente.
En 2011, la société engage un processus de réorganisation qui a conduit à une séparation entre les activités de concession autoroutière et les autres activités commerciales. Avec effet au 06.12.2011, la société a changé sa raison sociale en "A4 Holding SpA" et a transféré à partir du 31.12.2011 à la société Autostrada Brescia Verona Vicenza Padova SpA la branche d'activité liées à la concession autoroutière.
Le 10 mai 2016, les principaux actionnaires, la banque Intesa Sanpaolo, le groupe de BTP Astaldi et la famille Tabacchi, détenant ensemble 51,4 % d'A4 Holding S.p.A., concessionnaires des autoroutes A4 "Serenissima" Brescia-Padoue (146 km) et A31 "Valdastico" (89 km), décident de céder leurs parts au groupe espagnol Abertis S.A..

## Le différend avec la Commission européenne
La concession de l'autoroute A31 telle que définie dans l'attribution de la concession en 1999, devait expirer le 30 juin 2013. La société a commencé la construction du prolongement vers le sud, de Vicence à Rovigo en 2005.
La concession a été contestée par la Commission européenne en 2004. La Cour européenne de justice a statué que l'Italie n'avait pas rempli ses obligations en vertu de la directive 93/37/CEE du Conseil européen. Le 3 octobre 2006, le décret-loi italien 262/2006 a modifié les pouvoirs de l'ANAS, à la fois opérateur et régulateur des routes à péage italiennes, afin de se conformer à la réglementation de l'UE.
Le 12 octobre, la Commission européenne a envoyé une mise en demeure (appliquant l'article 258 du TFUE) à l'Italie concernant cette affaire (procédure d'infraction N° 2006/4378). En juillet 2007, la concession a été prolongée jusqu'au 31 décembre 2026, en application du décret-loi 262/2006. La concession a été confirmée par le décret-loi 59/2008 et la loi 101/2008, malgré l'état de la procédure d'infraction,. Le 8 octobre 2009, le Conseil européen a clos l'affaire,.

## Actionnaires
Lors de sa constitution, le principal actionnaire était un consortium dirigé par la banque Intesa Sanpaolo qui détenait 65,92% des droits de vote à travers le groupement R.C.I. - Re.Consult Infrastrutture SpA comprenant trois sociétés :
- IN.FRA - Investire nelle Infrastrutture SpA,
- C.I.F. - Compagnia Italiana Finanziaria SpA, (Intesa : 63,78 %)
- Iniziative Logistiche SpA, (Intesa : 60,02 %)

Au 31 décembre 2014, R.C.I. SpA détenait 44,8530 % du capital d'A4 Holding plus une participation supplémentaire de 6,5433 % via sa filiale à 100% Equiter SpA.
L'entreprise de BTP Astaldi SpA était l'actionnaire minoritaire de RCI (31,85 %). Elle a fusionné sa filiale A.I.2 Srl, détentrice de participations dans A4 Holding avec R.C.I. SpA le 1er janvier 2014,.
Infrastrutture CIS (InfraCIS) était un actionnaire minoritaire de C.I.F. SpA (8,33 %) et d'Iniziative Logistiche SpA (8,97 %).
Intesa Sanpaolo a racheté les actions de R.C.I., C.I.F. et Iniziative Logistiche en 2010 à la suite de l'effondrement de l'empire commercial de Mario Rino Gambari, dont les actions étaient des garanties de la banque. Les actions C.I.F. et Iniziative Logistiche détenues par 2G Investimenti ont également été nanties à Intesa Sanpaolo en 2011. En 2011, Infragruppo fusionne et est intégré dans Serenissima Partecipazioni, ce qui permet à A4 Holding de porter sa participation à 99,999 %.
En 2016, le groupe espagnol Abertis SA annonce qu'il rachète les participations détenues par Equiter (6,5433 % du capital d'A4 Holding) et Re.Consult Infrastrutture (44,8530 %) pour 594 millions d'euros,.
Le deuxième actionnaire d'A4 Holding était la Società delle Autostrade Serenissima (8,3732 % au 31 décembre 2014, contre 1,6874 % en mai 2011),, l'ancien concessionnaire du tronçon Padoue-Venise de l'autoroute A4 "Serenissima" jusqu'en 2009. A4 Holding détenait une participation croisée de 14,45 % dans la Società delle Autostrade Serenissima au 31 décembre 2014 et 19,05 % en décembre 2011, qui a été vendue comme en 2016. En 2016, Mantovani–FIP Group (Serenissima Holding) détenait 35,38 % des droits de vote de la Società delle Autostrade Serenissima ainsi qu'une participation minoritaire (0,1617%) dans A4 Holding via Impresa di Costruzioni Ing. E. Mantovani, une importante entreprise italienne de BTP.
L'Unione Fiduciaria était le troisième actionnaire, qui a acquis la totalité de la participation de 4,6671 % de Milano Serravalle – Milano Tangenziali le 25 juillet 2014. La banque a finalement transféré la totalité de la participation à la Società delle Autostrade Serenissima en 2019.
Au 31 décembre 2014
- Investisseurs privés (67,7728%)
  - consortium dirigé par Intesa Sanpaolo (51,3964%)
    - Re.Consult Infrastructure (44,8530%)
    - Old Equiter (6,5433%)

  - Società Autostrade Serenissima (8,3732%)
  - Autres investisseurs (8.0031%)
- Chambres de Commerce, d'Industrie, d'Agriculture et d'Artisanat (8,6994%)
- Gouvernements locaux (23,5278%)
  - Province de Vicence (7,4373%)
  - Autres communes et provinces (16,0905%)